# Compsodrillia haliostrephis
Compsodrillia haliostrephis är en snäckart som först beskrevs av Dall 1889.  Compsodrillia haliostrephis ingår i släktet Compsodrillia och familjen Turridae. Inga underarter finns listade i Catalogue of Life.